# Клебан-Бицьке водосховище
Клеба́н-Би́цьке водосхо́вище — водосховище на річці Клебан-Бик (басейн річок Казенний Торець, Сіверський Донець) розташоване в Краматорському районі Донецької області, Україна.

## Загальні відомості
Найближчий населений пункт Клебан-Бик.
Площа водного дзеркала становить 6,5 км². Повний об'єм становить 27,8 м³, корисний — 26,2 км³. Загальна довжина 9,5 км, максимальна глибина 12,8 м, середня — 4,3 м, найбільша ширина 1,6 км.
Береги переважно пологі. Мінералізація води 800—2000 мг/л, прозорість 90 см. Узимку замерзає.
Для водосховища характерне багаторічне регулювання стоку. Його використовують для водопостачання міста Торецьк, а також зрошування.

## Історія
1928 року постало питання про створення водосховища на річці Клебан-Бик. Незадовільний стан водопостачання Костянтинівських, Дружківських та Краматорських заводів, розміщених у долині річок Кривий Торець та Казенний Торець, їхня реконструкція, змусили шукати джерела для забезпечення технічною водою. 
Проведені попередні топографічні та геологічні дослідження 1929 року виявили найбільш сприятливе за всіх умов місце для створення водосховища великої ємності. Таким місцем стала ділянка від гирла річки Клебан-Бик до села Олександро-Калинове.
1930 року був складений технічний проєкт та розпочалося будівництво водосховища. До 1935 року були проведені підготовчі роботи по вузлу споруд, частково відкриті котловани під греблю, водозлив та відвідний канал, влаштована тимчасова земляна верхова перемичка. Також, були виконані роботи і по головних спорудах, зокрема, зведена земляна гребля до відміток 102,5-102,8 м, укладена штольня та частково башта донного водоспуску, трубопровід.
1935 року будівельні роботи були законсервовані і до 1944 року жодних робіт не проводилося. У період Другої світової війни частина споруд водосховища була зруйнована, частина стала непридатною для використання.
На одному з кам'яних пагорбів Клебан-Бицького водосховища діяв піонертабір, збудований 1930 року.
Постанова про будівництво водосховища була затверджена від 10 травня 1940 року. Для цього “Донбасводтресту” виділили 1086 гектарів землі.
17 січня 1947 року Сталінський облвиконком ухвалив рішення про переселення населених пунктів Катеринівка, хуторів Красна Долина та Вишневий, та частково села Олександро-Калинове у зв'язку з будівництвом Клебан-Бицького водосховища в Костянтинівському районі.
Красна Долина, Вишневий та частково стара територія Катеринівки нині затоплені.

## Флора
Околиці водосховища покривають різні трави – жовтець, конюшина, герань, шипшина, кизильник. Особливу цінність мають унікальні рослини, занесені до Червоної книги України: – тюльпан змієлистий, ковила Лессінга, ковила відмінна, рябчик руський.
На прибережній території ростуть ірис болотний, осока гостра, зніт, плакун верболистий тощо.
Серед водної рослинності переважають роголистник темно-зелений, ряска мала, манник великий, їжача голівка. Територію оточують густі байрачні ліси, де домінують липа серцелиста, ясен високий, дуб звичайний, клен польовий та ясенелистий, в’яз голий.

## Фауна
У водоймищі мешкають різні риби (понад 25 видів) – лящі, щуки, плітки, коропи, товстолобики, карасі, головені, верховодки, краснопірки, судаки, соми, окуні, лин тощо.
Поряд зі звичайними рибами, у водосховищі зустрічається й рідкісна прісноводна риба – білий амур. Аматорська риболовля дозволена тільки під час нересту – на берегах водосховища є призначені для цього місця. В будь-який інший період вилов риби є незаконним, забороняється і вважається браконьєрством.
Тваринний світ околиць водосховища різноманітний. Тут мешкають руді козулі, сірі зайці, дикі кабани, єноти уссурійські, лисиці, борсуки, їжаки, хом’яки, миші та інші тварини.
Птахів налічується 140 видів. У районі водосховища можна побачити: лебедів-шипунів, сірих чапель, вухату сову, крижнів, лунів, шуліку, фазанів тощо.
Серед плазунів і земноводних зустрічаються жовтобрюхий полоз, гадюки кількох видів (чорна, сіра, степова), зелена жаба, болотна черепаха, шаховий вуж, ящірки тощо.